# 白頭山：半島浩劫
是一部2019年上映的韓國災難劇情片，由《金氏漂流记》《我的獨裁者》的導演李海準與《與神同行》系列電影的攝影導演金丙書共同執導，李炳憲、河正宇、馬東錫、田慧振及裴秀智主演，2019年12月19日在韓國上映。

## 劇情簡介
位於朝鮮民主主義人民共和國和中華人民共和國邊界的白頭山無預警噴發，破壞力會遍及整個朝鮮半島。為了阻止更大規模的災難，地震學家姜奉萊（馬東錫飾）提出一個避免白頭山全面噴發的理論（逆轉地殼法），要進入北韓偷竊核子武器，去火山噴發地點利用核武在地底炸開引流，避免巨大災難，交付由韓國軍官趙仁昌（河正宇飾）去執行，要到北韓尋求間諜李俊平（李炳憲飾）的協助，但李俊平原本一心只想拿核子武器賣給中國武器買家，拿錢後就要逃跑，而在這場災難過程中間還有美國因政治協定，以及中國的武器買家，為了核子武器展開爭奪，在趙仁昌妻子崔智英（裴秀智飾）即將臨盆，國家卻交代這場任務，他幾乎是無生還的機會⋯⋯

## 演員陣容

### 主要人物
- 李炳憲 飾演 李俊平，雙面間諜。
- 河正宇 飾演 趙仁昌，即將退伍的現役軍人。
- 馬東錫 飾演 姜奉來，地震科學家Robert。
- 田慧振 飾演 全有京，青瓦臺民政首席祕書。
- 裴秀智 飾演 崔智英，趙仁昌的妻子。

### 其他人物
- 李相元 飾演 朴泰植
- 玉子姸 飾演 閔中士
- 韓秀賢（朝鲜语：한수현 (배우)） 飾演 金上士
- 姜信哲（朝鲜语：강신철） 飾演 韓中尉
- 李璟榮 飾演 崔將軍
- 趙漢哲 飾演 大校
- 崔光一（朝鲜语：최광일） 飾演 大韓民國總統
- 金詩雅 飾演 順玉，李俊平的女兒。
- Michael Ray 飾演 美國將軍
- Robert Cutis Browner 飾演 美國大使
- 林炯國（朝鲜语：임형국） 飾演 陳
- 金敏植（朝鲜语：김민식 (배우)） 飾演 金下士
- 朴志洪（朝鲜语：박지홍） 飾演 朴下士
- 徐賢宇 飾演 次長
- 金俊元（朝鲜语：김준원 (배우)） 飾演 訓練中校
- 南文哲（朝鲜语：남문철） 飾演 閣僚
- 朴成根（朝鲜语：박성근 (배우)） 飾演 閣僚
- 金燕嬌（朝鲜语：김연교） 飾演 助理護士
- 鄭潤廈 飾演 韓國翻譯官
- 孫榮順（朝鲜语：손영순） 飾演 閣僚
- 楊志洙（朝鲜语：양지수） 飾演 運輸軍官
- 梁大赫 飾演 指揮室要員
- 金宰澈 飾演 司令部秘書官
- 朴智勳（朝鲜语：박지훈 (1980년)） 飾演 警衛室長
- 車時元 飾演 本津隊員
- 許智娜 飾演 電梯中的母親
- 邊佑錫 飾演 保安人員[7]

### 特別出演
- 全道嬿 飾演 善華，李俊平的妻子。

## 票房
台灣方面，首日票房為新台幣380萬元；首週六天票房為新台幣3182萬元；次週票房累計至新台幣7142萬元；第三週票房累計至新台幣9080萬元；第四週票房累計至新台幣1.04億元；最終全台票房為新台幣1.15億元。
| 上一届： 《葉問4：完結篇》 | 2020年台北週末票房冠軍 第1-2週 | 下一届： 《絕地戰警FOR LIFE》 |
| 上一届： 《葉問4》         | 2020年香港一週票房冠軍 第1週   | 下一届： 《1917：逆戰救兵》   |

## 獎項榮譽
| 年份   | 頒獎禮                     | 獎項               | 入圍者     | 結果 |
| ------ | -------------------------- | ------------------ | ---------- | ---- |
| 2020年 | 第2屆大田視覺藝術頒獎禮    | 電影部門 年度VFX獎 | 秦鐘鉉     | 獲獎 |
| 2020年 | 第56屆大鐘獎               | 最佳男主角         | 李炳憲     | 獲獎 |
| 2020年 | 第56屆大鐘獎               | 最佳技術           | 秦鐘鉉     | 獲獎 |
| 2020年 | 第40屆韩国电影评论家协会奖 | 十佳電影           | 《白头山》 | 獲獎 |
| 2021年 | 第41屆青龍電影獎           | 最佳技術           | 秦鐘鉉     | 獲獎 |
| 2021年 | 第41屆青龍電影獎           | 韓國電影最高票房獎 | 《白头山》 | 獲獎 |

## 外部連結
- Daum上《白頭山：半島浩劫》的資料

- 韩国电影数据库（KMDb）上《白頭山：半島浩劫》的資料
- 互联网电影数据库（IMDb）上《白頭山：半島浩劫》的资料（英文）
- 《白頭山：半島浩劫》在HanCinema的页面（英文）
- 豆瓣电影上《白头山》的資料 （简体中文）